# Birken-Zackenrandspanner

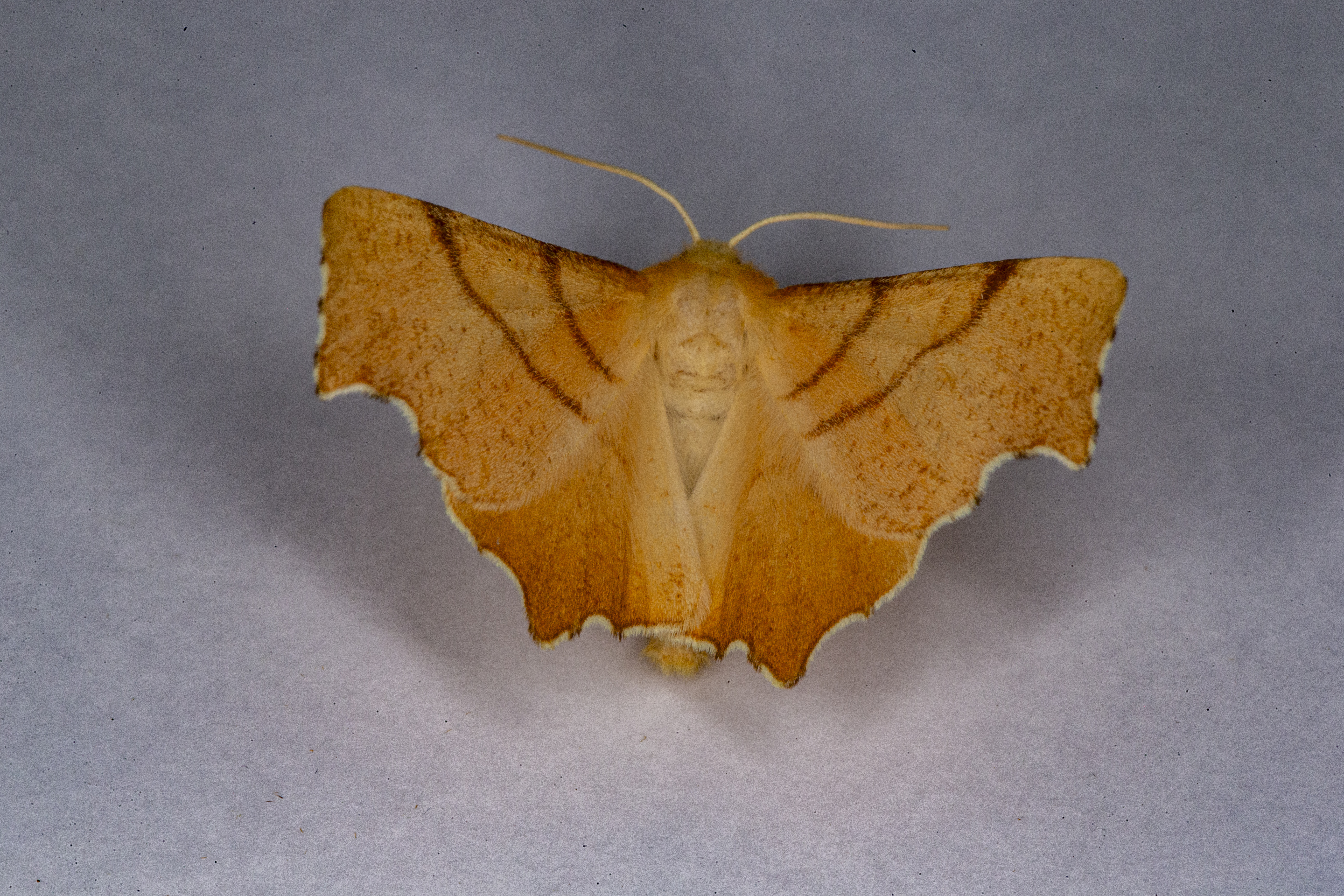
Weibchen

Der Birken-Zackenrandspanner (Ennomos erosaria), zuweilen auch Birken-Zackenspanner genannt, ist ein Schmetterling (Nachtfalter) aus der Familie der Spanner (Geometridae). Das Artepitheton leitet sich von dem lateinischen Wort erosus mit der Bedeutung „ausgenagt“ (erodiert) ab und bezieht sich auf den gezackten Flügelrand der Falter.

## Merkmale

### Falter
Die Falter erreichen eine Flügelspannweite von 30 bis 35 Millimetern. Die Flügeloberseiten sind in der Regel ockergelb gefärbt. Zuweilen erscheinen auch gelborange gefärbte Exemplare. Das Mittelfeld der Vorderflügel wird von zwei dunklen Querlinien begrenzt, deren innere am Vorderrand stumpf wurzelwärts abknickt. Die Flügelränder sind sehr stark gezackt. Die Fühler der Männchen sind kräftig doppelkammzähnig, die der Weibchen sehr kurz doppelt gesägt. Ein Saugrüssel fehlt.

### Ei
Das Ei ist vierkantig, kastenförmig und braun oder grün gefärbt. Die Mikrophylrosette ist 5- bis 6-blättrig.

### Raupe
Die Raupen sind sehr schlank und im Wesentlichen rindenbraun. Sie tragen sowohl dorsal als auch lateral Fortsätze, die Zweigbruchstellen und Knospen ähneln und dadurch für eine gute Tarnung sorgen.

### Puppe
Die Puppen sind gelblich bis ockerfarben. Der Kremaster ist kegelförmig und am Ende mit mehreren schwarzen Hakenborsten versehen.

### Ähnliche Arten
Die Falter des ähnlich gefärbten Eichen-Zackenrandspanners (Ennomos quercinaria) zeigen weniger stark gezackte Flügelränder.

## Verbreitung und Lebensraum
Der Birken-Zackenrandspanner ist in Misch- und Laubwäldern Europas weit verbreitet. Das südöstliche Vorkommen erreicht die Türkei und den Kaukasus. Hauptlebensraum sind trockene Laubwälder und Parkanlagen. In den Südalpen steigt die Art bis auf etwa 1600 Meter Höhe.

## Lebensweise
Die Falter sind überwiegend nachtaktiv und fliegen zwischen Ende Juni und Ende Oktober. Sie erscheinen nachts an künstlichen Lichtquellen. In ihrer Ruheposition winkeln sie die Flügel meist schräg ab. Die Eier werden in Reihen an Ästen oder Blättern abgelegt und überwintern. Die Raupen leben zwischen Mai und August des folgenden Jahres und ernähren sich von den Blättern verschiedener Laubhölzer, dazu zählen Birken (Betula), Eichen (Quercus ), Linden (Tilia) und Rotbuche (Fagus sylvatica).

## Gefährdung
Der Birken-Zackenrandspanner ist in Deutschland weit verbreitet, kommt gebietsweise zahlreich vor und wird als „nicht gefährdet“ eingestuft.